# Caroline van Hessen-Homburg

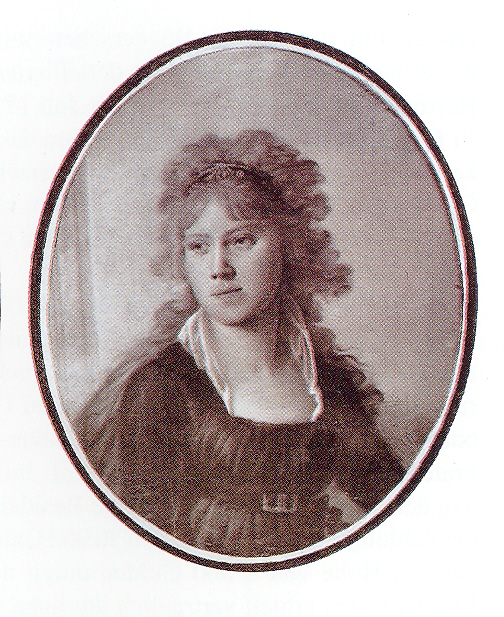
Caroline van Hessen-Homburg

Caroline Ulrike Louise van Hessen-Homburg (Bad Homburg vor der Höhe, 26 augustus 1771 - Rudolstadt, 20 juni 1854) was een prinses van Hessen-Homburg.
Zij was het derde kind en de oudste dochter van landgraaf Frederik V van Hessen-Homburg en Caroline van Hessen-Darmstadt.
Zelf trad ze op 21 juli 1791 te Homburg in het huwelijk met Lodewijk Frederik II van Schwarzburg-Rudolstadt. Caroline was een zeer ontwikkelde vrouw en betekende veel voor het culturele leven in Rudolstadt. Na het overlijden van haar man trad ze op als regentes voor haar minderjarige zoon Frederik Gunther. Deze had evenwel weinig belangstelling voor staatszaken, zodat Caroline, ook na diens meerderjarigheid, de facto een grote invloed bleef houden op het landsbestuur.
Caroline en Frederik hadden de volgende kinderen:
- Caroline Augusta (Rudolstadt, 17 juli 1792 – aldaar, 4 maart 1794)
- Frederik Günther (1793–1867, vorst van Schwarzburg-Rudolstadt 1807-1867
- Thekla (Rudolstadt, 23 februari 1795 – Gauernitz, 4 januari 1861), huwde op 11 april 1817 te Rudolstadt met vorst Otto Victor van Schönburg-Waldenburg (Waldenburg, 1 maart 1785 – Leipzig, 16 februari 1859)
- Caroline (Rudolstadt, 7 juni 1796 – aldaar, 18 december 1796)
- Albert (1798– 1869), vorst van Schwarzburg-Rudolstadt 1867-1869
- Bernard (Rudolstadt, 23 januari 1801 – aldaar, 26 januari 1816)
- Rudolf (Rudolstadt, 23 januari 1801 – 21 juli 1808)